# Eclipse (Schiff, 1934)
HMS Eclipse (H08) war ein Zerstörer der E-Klasse der britischen Royal Navy. Im Zweiten Weltkrieg wurde der Zerstörer mit den Battle Honours „Norway 1940“, „Artic 1941–42“, „Sicily 1943“, „Atlantic 1943“, „Salerno 1943“ und „Aegean 1943“ ausgezeichnet.
Im April 1940 wurde der Zerstörer bei einem Angriff der Luftwaffe auf die Home Fleet nordwestlich von Trondheim schwer beschädigt. Einem Schwesterschiff gelang es, die Eclipse über die Nordsee nach Lerwick zu schleppen.
Im März 1942 wurde die Eclipse erneut schwer getroffen, als sie im Nordmeer mit den Kreuzern Trinidad und Fury den Angriff der deutschen Zerstörer Z 26, Z 24 und Z 25 auf den Geleitzug PQ 13 abwehrte.
Am 24. Oktober 1943 lief die Eclipse während des britischen Dodekanes-Feldzugs östlich von Kalymnos auf eine deutsche Minensperre, zerbrach und sank schnell auf der Position 37° 1′ N, 27° 11′ O. Beim Untergang des Zerstörers kamen 119 Besatzungsangehörige und 134 der eingeschifften Heeressoldaten ums Leben.

## Geschichte
Am 1. Dezember 1932 bestellte die Admiralität zwei Zerstörer der E-Klasse bei Denny in Dumbarton am Clyde. Die Kiellegung der Neubauten mit den Baunummern 1263/1264 erfolgte Ende März 1932 und am 12. April 1934 lief die Eclipse als letzter der acht Zerstörer der Klasse vom Stapel. Am 29. November 1934 kam das Schiff einen Monat nach dem auch bei Denny gebauten Schwesterschiff Echo in den Dienst der Royal Navy.
Der neue Zerstörer war die zehnte Eclipse der Navy seit 1715. Zu Beginn des Ersten Weltkriegs hatte der Kreuzer Eclipse den westlichen Zugang zum Ärmelkanal bewacht und dort zwei deutsche Handelsschiffe aufgebracht. Er war das Typschiff einer Klasse von neun Geschützten Kreuzern II. Klasse und war dann ab 1915 als Wohnschiff für U-Boot-Besatzungen eingesetzt worden.

### Einsatzgeschichte
Zusammen mit ihren Schwesterschiffen bildete die neue Eclipse die „5. Zerstörerflottille“ bei der Home Fleet. Wegen der Abessinien-Krise war die Flottille bis Januar 1937 zur Mediterranean Fleet abgeordnet. 1939 wurden die Schiffe der E-Klasse von den neu zulaufenden Zerstörern der K-Klasse in der Flottille ersetzt, die in „7th destroyer flotilla“ umnummeriert wurde. Eclipse kam im März 1939 als zweites Schiff der Klasse zur Reserveflotte in Portsmouth.

### Kriegseinsätze
Die Einheiten der E-Klasse bildeten beim Ausbruch des Zweiten Weltkriegs die „12th destroyer flotilla“ in Portland mit sechs Einheiten, da die Echo noch in der 7th Flotilla eingesetzt wurde und weil Esk und Express sich in der Ausrüstung zu Minenlegern befanden.
Hauptaufgabe der Flottille war die Sicherung des Schiffsverkehrs im Ärmelkanal und die Sicherung der Überführung des britischen Expeditionskorps (BEF) auf das europäische Festland.
Als Ende November 1939 die deutsche Flotte mit den Schlachtschiffen Gneisenau und Scharnhorst gegen die britische Northern Patrol vorstieß, lief der Schlachtkreuzer Hood mit den Zerstörern Exmouth, Echo und Eclipse südlich von Irland in den Atlantik, um im Zusammenwirken mit der französischen Atlantikflotte um das Schlachtschiff Dunkerque die Deutschen bei einem möglichen Ausbruch in den Atlantik abzufangen.
Im April 1940 sicherte die Eclipse Geleitzüge zwischen Großbritannien und Norwegen, als die Deutschen Dänemark und Norwegen angriffen (Unternehmen Weserübung). Beim Versuch der Abwehr der deutschen Besetzung Norwegens wurde der Zerstörer zur Sicherung der Home Fleet eingesetzt. Als am 11. April die Luftwaffe mit He-111-Bombern der III./KG.26 nordwestlich von Trondheim die Home Fleet um die Schlachtschiffe Rodney, Valiant und Warspite sowie den Träger Furious angriff, erhielt nur die Eclipse zwei Bombentreffer, welche die Maschine außer Gefecht setzten und das Schiff weitgehend fluteten. Der zur Unterstützung eingeteilte schwere Kreuzer York übernahm schließlich die Verwundeten und etwa 100 Mann des Zerstörers und versuchte ihn abzuschleppen, bis er von einem deutschen U-Boot angegriffen wurde. Gesichert vom Zerstörer Hyperion schleppte schließlich das Schwesterschiff Escort die schwer beschädigte Eclipse mit fünf Knoten nach Lerwick. Neben der York sicherten auch andere Einheiten auf dem Marsch nach oder von Norwegen kurzzeitig den langsamen Schleppzug. Von Lerwick brachten Schlepper den Havaristen zum Clyde, wo die Reparatur erfolgte.

Mitte August war der Zerstörer wieder einsatzbereit und wurde Einsatzkräften zugeteilt, die im September 1940 Dakar für die Freien Franzosen besetzen sollten (Operation Menace). Die Eclipse nahm wegen verschiedener Defekte an dem gescheiterten Versuch nicht teil und musste in Freetown bleiben. Zur Beseitigung aller Schäden musste sie nach Gibraltar zurück verlegen.
Mitte November 1940 kehrte die wieder einsatzbereite Eclipse zur Home Fleet zurück, um als U-Boot-Abwehr-Zerstörer genutzt zu werden. Es folgten Einsätze mit den Schweren Einheiten, Sicherungen bei Minenoperation zur Erweiterung der defensiven Sperren im Nordmeer (Northern Barrier) und Geleite von Truppentransporten zum Teil bis nach Westafrika.

### Einsätze im Nordmeer
Im August 1941 erfolgten die ersten Einsätze des Zerstörers im Nordmeer mit dem neuen Bundesgenossen Sowjetunion bei der Evakuierung der norwegischen und sowjetischen Minenarbeiter von Spitzbergen (Operation Gauntlett) und dem ersten Probegeleitzug von Großbritannien nach Murmansk und Archangelsk (Operation Dervish). Es folgten weitere Einsätze zum Schutz der Nordmeergeleitzüge, unter anderen im Oktober 1941 beim Geleitzug PQ 2 und dem Rückgeleit QP 2 und dann Anfang März 1942 in der Deckungsgruppe für den Geleitzug PQ 12, als auch die Tirpitz ins Nordmeer lief (Unternehmen Sportpalast). Gegen das folgende Geleit PQ 13, das der Kreuzer Trinidad mit den Zerstörern Fury und Eclipse und einigen ehemaligen Walfängern sicherte, setzte die Kriegsmarine die Zerstörer Z 26, Z 24 und Z 25 aus Kirkenes ein, die schon auf dem Anmarsch ein versprengtes Schiff versenken konnten. Am Morgen des 29. März 1942 trafen die deutschen Zerstörer auf die Trinidad und Fury, die vor einem wieder zusammengeführten Teil des Konvois PQ 13 liefen, der durch einen Sturm weit auseinandergerissen war. In einem durch heftiges Schneetreiben behinderten Gefecht konnte die Trinidad radargestützt Z 26 manövrierunfähig schießen. Als sie diesen Zerstörer mit einem Torpedo endgültig versenken wollte, wurde der abgeschossene Torpedo – vermutlich wegen eines eingefrorenen Führungskompass – zu einem Kreisläufer und traf den Kreuzer. Der eigene Torpedo tötete 34 Mann auf dem Kreuzer, dessen Antrieb zeitweise ausfiel und der seine Fahrt nur langsam fortsetzen konnte. Die beiden einsatzfähigen deutschen Zerstörer bargen einen Teil der Besatzung von der sinkenden Z 26 und setzten ihre Suche nach dem Geleitzug fort. Die Fury und die inzwischen hinzugekommene Eclipse verfolgten und beschossen sie. Auch die aus Murmansk zur Unterstützung eingetroffenen Oribi und zwei sowjetische Zerstörer nahmen das Gefecht auf und erhielten Artillerietreffer von den überlegenen deutschen Zerstörern, die aber das Gefecht abbrachen, da sie keine weiteren Handelsschiffe fanden. Eclipse konnte zur beschädigten Trinidad aufschließen und sie mit Fury nach Murmansk geleiten. Dort erfolgte vom 30. März bis zum 6. April eine Notreparatur des Zerstörers. Dann bildete er mit dem Kreuzer Liverpool und den Zerstörern Oribi, Fury, Punjabi und Marne die Sicherung des Rückgeleits QP 10, das aus der Luft und von U-Booten angegriffen wurde, während die deutschen Zerstörer Hermann Schoemann, Z 24 und Z 25 vergeblich nach dem Konvoi suchten. Die Eclipse kehrte in die Heimat zurück, um bis Anfang Mai auf der Marinewerft in Devonport repariert zu werden.
Weitere Einsätze der Eclipse erfolgten schon Ende Mai 1942 in der Fernsicherung für die Geleitzüge PQ 16 und QP 12. Ende Juni begleitete der Zerstörer den Kreuzer Manchester nach Spitzbergen, um die dortige alliierte Garnison zu versorgen und das Personal zum Teil auszutauschen. Auf dem Rückmarsch schlossen sich die beiden Schiffe der Ferndeckungsgruppe für den Geleitzug PQ 17 an.
Im September gehörte der Zerstörer dann zu einem Verband mit den Kreuzern Cumberland und Sheffield sowie den Zerstörern Amazon, Bulldog , Echo und Venomous, der nicht nur die Garnison auf Spitzbergen versorgen sollte, sondern auch eine Versorgungsbasis für die Geleitfahrzeuge der Geleitzüge PQ 18 und QP 14 im dortigen Lowe Sound einrichten und schützen sollte.
Letzte Nordmeereinsätze des Zerstörers erfolgten ab Mitte Dezember an dem Geleitzug JW 51A und dem Gegengeleit RA 51, an JW 52, JW 53 und Anfang April 1943 am Geleitzug RA 53.
Im zweiten Quartal 1943 wurde der Zerstörer einer der neugebildeten Unterstützungsgruppen (der „4. Support Group“ anfangs mit Inglefield, Icarus und Fury) zugeteilt, die angegriffenen Konvois zur Hilfe eilten und deren Eskorte verstärkten. Im Juni verfügte die Support Group neben moderneren Zerstörern auch über den Geleitträger Archer.

### Einsätze im Mittelmeer
Ab Mitte 1943 war der Zerstörer jedoch überwiegend im Mittelmeer eingesetzt. Im Rahmen der Operation Husky, der alliierten Landung auf Sizilien, versenkte er gemeinsam mit dem Zerstörer Laforey am 23. Juli in der Nähe von Augusta das italienische U-Boot Ascianghi. Auch zu der Landung bei Salerno (Operation Avalanche) wurde das Schiff herangezogen. Der Zerstörer diente in dieser Zeit als U-Boot-Abwehrzerstörer und Sicherung für schwerere Einheiten.
Am 16. September traf der Zerstörer in der „8th Destroyer Flotilla“ zusammen mit Faulknor, Echo, Intrepid, Raider und der griechischen Vasilissa Olga aus Malta in Alexandria ein.
In der Folgezeit lag der Einsatzschwerpunkt von Eclipse in der Ägäis zur Unterstützung des britischen Dodekanes-Feldzugs. Am 17./18. September griff sie mit Faulknor und Vasilissa Olga einen deutschen Konvoi an, von dem die alliierten Zerstörer zwei Frachter versenkten. Am 23. September 1943 beschädigte die Eclipse in einem Gefecht vor Rhodos das deutsche Torpedoboot TA 10 (ex frz. La Pomone) so schwer, dass dieses bei Prasonisi auf Strand gesetzt und zwei Tage später dort gesprengt werden musste. Der von TA 10 geleitete italienische Frachter Gaetano Donizetti mit mehr als 1.500 italienischen Kriegsgefangenen an Bord wurde versenkt, von den Kriegsgefangenen gingen nahezu alle mit dem Schiff unter.

### Untergang derEclipse
Beim Versuch, britische Verstärkungen nach Leros zu transportieren, lief Eclipse am 23. Oktober 1943 östlich von Kalymnos auf eine deutsche Minensperre, zerbrach und sank sehr schnell. Beim Untergang des Zerstörers kamen 119 Besatzungsangehörige und 134 der eingeschifften Heeressoldaten ums Leben. 42 Schiffbrüchige konnte die sie begleitende Petard an Bord nehmen.
Auf der von dem deutschen Minenschiff Drache (ex Zmaj) gelegten Minensperre war am Tag zuvor schon der Geleitzerstörer Hurworth gesunken und die griechische Adrias schwer beschädigt worden.